# ینی شیخیم‌لی
ینی شیخیم‌لی (به ترکی آذربایجانی: Yeni Şıxımlı) یک منطقه مسکونی در جمهوری آذربایجان است که در شهرستان کردامیر واقع شده‌است.